# Жёлтый каменный зубан
Жёлтый ка́менный зуба́н (лат. Petrus rupestris) — вид морских лучепёрых рыб семейства спаровых, единственный представитель рода каменных зубанов (Petrus). Популяция жёлтого каменного зубана достигла критического минимума из-за неконтролируемого вылова в африканских водах. В 2012 году внесён в список запрещённых для отлова видов.

## Распространение
Жёлтый каменный зубан обитает в юго-восточной части Атлантического океана у скалистых берегов Южной Африки, в том числе в устьях рек.

## Биология
Максимальная зафиксированная длина — 200 сантиметров, максимальный вес — 80 кг. Мясо зубана высоко ценится, однако его печень ядовита вследствие очень высокого содержания в ней витамина А, чрезмерное потребление которого может вызвать гипервитаминоз.

### Питание
Основу питания зубана составляют осьминоги, крабы и рыба других видов.